# Massimo Carlotto
Pour les articles homonymes, voir Carlotto.
 (janvier 2019).
Si vous disposez d'ouvrages ou d'articles de référence ou si vous connaissez des sites web de qualité traitant du thème abordé ici, merci de compléter l'article en donnant les références utiles à sa vérifiabilité et en les liant à la section « Notes et références ».
Massimo Carlotto, né le 22 juillet 1956 à Padoue, en Vénétie, est un écrivain, dramaturge et scénariste italien, auteur de nombreux romans policiers.

## Biographie
Carlotto a été au centre de l'une des affaires judiciaires les plus controversées de l'histoire contemporaine italienne.
Le 20 janvier 1976, une étudiante de vingt-cinq ans, Margherita Magello, est retrouvée morte à son domicile, assassinée par 59 coups de couteau.
Massimo Carlotto, étudiant de dix-neuf ans et militant de Lotta Continua, découvre par hasard la victime, ensanglantée et mourante, et se rend chez les Carabiniers pour les avertir ; il est alors arrêté et accusé d'homicide.
Au cours du premier procès, il est acquitté pour insuffisance de preuves par la Cour d'assises de Padoue, mais est condamné à 18 ans de réclusion par la Cour d'Appel de Venise, et la peine est confirmée par la Cour de cassation, en 1982.
Il s'enfuit alors, d'abord en France puis à Mexico, mais après trois années de fuite il est capturé par la police mexicaine et renvoyé en Italie.
En 1989 la Cour de cassation ordonne la révision du procès, et renvoie les acteurs à la cour d'Appel de Venise, qui le 22 décembre 1990 soulève la question de la légitimité constitutionnelle : la sentence de la Cour Constitutionnelle italienne arrive le 5 juillet 1991, mais entre-temps le président du Conseil de remise de peine est parti à la retraite[réf. nécessaire], ce qui nécessite un second procès, au cours duquel Carlotto est condamné à 16 ans de prison.
L'opinion publique prend le parti de Carlotto, et en 1993 le Président de la République italienne Oscar Luigi Scalfaro lui accorde la grâce.

### L'écrivain
En 1995, il amorce une carrière d'écrivain par la publication de deux romans : En fuite (''Il fuggiasco) et La Vérité de l'Alligator (La verità dell'Alligatore). Ce deuxième roman a pour héros le détective privé Marco Buratti, alias l'Alligator.

## Œuvres

### Romans

#### SérieMarco Buratti, alias l'Alligator
- La verità dell'Alligatore. Rome, Éditions e/o, 1995  (ISBN 8-87641-272-7) Publié en français sous le titre La Vérité de l'Alligator, traduit par Arlette Lauterbach, Paris, Gallimard, coll. « Série noire » no 2494, 1998  (ISBN 2-07-049692-9) ; réédition, Paris, Gallimard, coll. « Folio policier » no 847, 2018  (ISBN 978-2-07-274612-3)
- Il mistero di Mangiabarche. Rome, Éditions e/o, 1997  (ISBN 8-87641-309-X)
- Nessuna cortesia all'uscita. Rome, Éditions e/o, 1999  (ISBN 8-87641-378-2) — lauréat du Prix Dessì 1999 et mention spéciale du jury au Prix Scerbanenco 1999
- Il corriere colombiano. Rome, Éditions e/o, 2000  (ISBN 8-87641-418-5)
- Il maestro di nodi. Rome, Éditions e/o, 2002  (ISBN 8-87641-512-2) — Prix Scerbanenco 2002 Publié en français sous le titre Le Maître des nœuds, traduit par Laurent Lombard, Paris, Métailié, coll. « Suite italienne » no 87, 2004  (ISBN 2-86424-498-5)
- L'amore del bandito. Rome, Éditions e/o, 2009  (ISBN 978-88-7641-873-0)
- La banda degli amanti, 2015
- Per tutto l’oro del mondo, 2015
- Blues per cuori fuorilegge e vecchie puttane, 2017

#### SérieGiorgio Pellegrini
- Arrivederci amore, ciao. Rome, Éditions e/o, 2001  (ISBN 8-87641-443-6) — Seconde place du Grand Prix de littérature policière 2003 en France Publié en français sous le titre Arrivederci amore, traduit par Laurent Lombard, Paris, Métailié, coll. « Suite italienne » no 73, 2003  (ISBN 978-2-7578-1334-8)
- Alla fine di un giorno noioso. Rome, Éditions e/o, 2011  (ISBN 978-88-7641-967-6) Publié en français sous le titre À la fin d’un jour ennuyeux, traduit de l'italien par Serge Quadruppani, Paris, Métailié, coll. « Bibliothèque italienne », 2013  (ISBN 978-2-86424-904-7)

#### Autres romans
- Il fuggiasco. Rome, Éditions e/o, 1995  (ISBN 8-87641-237-9) — lauréat du Prix du jeudi 1996 Publié en français sous le titre En fuite, traduit par Maria Grazzini et Serge Quadruppani, Paris, Lignes noires, 2000  (ISBN 2-914073-10-0)
- Le irregolari. Buenos Aires horror tour. Rome, Éditions e/o, 1998  (ISBN 8-87641-337-5)
- L'oscura immensità della morte. Rome, Éditions e/o, 2004  (ISBN 8-87641-562-9) Publié en français sous le titre L'Immense Obscurité de la mort, traduit par Laurent Lombard, Paris, Métaillié, coll. « Suite italienne : noir » no 117, 2006  (ISBN 2-86424-572-8) ; réédition, Paris, Points, coll. « Romans noirs » no P2534, 2011  (ISBN 978-2-7578-2177-0)
- Niente, più niente al mondo. Rome, Éditions e/o, 2004  (ISBN 8-87641-635-8) Publié en français sous le titre Rien, plus rien au monde, traduit par Laurent Lombard, Paris, Métaillié, 2006  (ISBN 2-86424-571-X)
- Nordest (écrit en collaboration avec Marco Videtta), Rome, Éditions e/o, 2005  (ISBN 8-87641-681-1) — Prix de la Sélection Bancarella 2006 Publié en français sous le titre Padana city, traduit par Laurent Lombard, Paris, Métailié, coll. « Bibliothèque italienne », 2008  (ISBN 978-2-86424-661-9) ; réédition, Paris, Points, coll. « Romans noirs » no P1937, 2008  (ISBN 978-2-7578-0731-6)
- La terra della mia anima. Rome, Éditions e/o, 2006  (ISBN 8-87641-738-9)
- Jasmine, dans le volume Catfish de Francesco Abate et Massimo Carlotto. Reggio Emilia, Aliberti editore, 2006.  (ISBN 8-87424-124-0)
- Mi fido di te (écrit en collaboration avec Francesco Abate), Turin, Einaudi, 2007  (ISBN 978-8-80618-255-7) Publié en français sous le titre J'ai confiance en toi, traduit par Laurent Lombard, Paris, Métailié, coll. « Suite italienne : noir », 2010  (ISBN 978-2-86424-716-6)
- L'alligatore. Rome, Éditions e/o (I super e/o), 2007  (ISBN 978-8-87641-795-5)
- Cristiani di Allah. Rome, Éditions e/o, 2008  (ISBN 978-8-87641-818-1)
- Respiro corto, Turin, Einaudi, 2012 Publié en français sous le titre Le Souffle court, traduit de l'italien par Serge Quadruppani, Paris, Métailié, coll. « Bibliothèque italienne », 2014  (ISBN 978-2-86424-952-8)
- Cocaina (écrit en collaboration avec Giancarlo De Cataldo et Gianrico Carofiglio), 2013
- Il mondo non mi deve nulla, 2014
- Il Turista, 2016

### Nouvelles
- Il confronto, dans Tecla Dozio, 1999
- Champagne per due, dans Tecla Dozio, 2000
- Il viaggio di Stefano, dans Tutta un'altra vita. Rome, Minumum Fax, 2001  (ISBN 8-88776-547-2)
- Carlo Marx e l'impresario, dans Nel Grembo del mondo, 2003
- Sassi, bottiglie e candelotti, dans Paola Staccioli, Piazza bella piazza. Rome, Nuova Iniziativa Editoriale, 2004
- San Basilio, 8 settembre 1974, dans Paola Staccioli, In ordine pubblico
- Il piccolo patriota padovano, dans Giosuè Calaciura et al, Ricuore. Nuoro, Éditions Il Maestrale, 2005  (ISBN 8-88610-988-1)
- Sangue che va sangue che viene, dans Marco Bariletti et al, Lama e trama Vol. 3. Bologne, Editrice Zona, 2006  (ISBN 8-88970-230-3)
- Storia di Gabriella vedova di mala, dans Serge Quadruppani, 14 colpi al cuore. Racconti inediti dei migliori giallisti italiani. Milan, Mondadori, 2002
- Cortonese station, dans Nero perugino, 2008
- Patotas, dans Marco Vichi, Nessuna Pietà. Adriano Salani Editore, 2009  (ISBN 8-86212-339-6)

### Bandes dessinées

#### SérieMarco Buratti, alias l'Alligator
- Dimmi che non vuoi morire (avec Igort, Milan, Mondadori, 2007  (ISBN 978-8-80451-809-9)

#### Autres bandes dessinées
- L'ultimo treno (avec Giuseppe Palumbo), Éditions BD, 2004  (ISBN 8-88765-869-2)
- Arrivederci amore, ciao (avec Luca Crovi & Andrea Mutti), dans Eraldo Baldini et al. Alta criminalità. Mondadori, 2005  (ISBN 978-8-80454-527-9)
- Tomka. Il gitano di Guernica (avec Giuseppe Palumbo), Rizzoli, 2007  (ISBN 8-81701-732-9)
- La via del pepe. Finta fiaba africana per europei benpensanti (avec Alessandro Sanna), 2014

### Littérature d'enfance et de jeunesse
- Il giorno in cui Gabriel scoprì di chiamarsi Muguel Angel. Trieste, Éditions EL, 2001  (ISBN 8-84770-664-5)
- Jimmy della Collina. Trieste, Éditions EL, 2002  (ISBN 8-84770-892-3) — Prix Ciliegia d'oro 2003

### Cinéma
- 2007: Morte di un confidente dans Crimini.

## Archives
- Inventaire du fonds Massimo Calotto conservé à La contemporaine. Ces archives concernent l'affaire judiciaire ayant impliqué Carlotto alors qu'il était militant de Lotta continua.